# Skaland
Skaland este o localitate situata în partea de NV a Norvegiei, în nord-vestul insulei Senja. Este centrul administrativ al comunei Berg. Fabrică de preparare a grafitului. Muzeu minier. La recensământul din 2001 avea o populație de 248 locuitori.